# アウトレットコンサート長柄
アウトレットコンサート長柄（アウトレットコンサートながら、英文名称：Outlet Concert Nagara）は、千葉県長生郡長柄町にあったアウトレットモールである。2004年（平成16年）3月18日に開業したが、約5年後の2009年（平成21年）3月31日に閉鎖された。運営会社は長柄ショッピングリゾート株式会社である。

## 概要
「アウトレットコンサート長柄」は2004年（平成16年）3月18日に長柄ダムの近隣に開業した。当初はTBSテレビ「王様のブランチ」の人気コーナーだった「女王様のお買い物」で紹介されるなど注目度が高かった。地元タウン誌の千葉ウォーカーでも頻繁に特集が組まれたが、後述の様々な理由によって売り上げが低迷し、2009年（平成21年）3月31日に「ラジコン天国」の閉店をもって閉鎖された。跡地には、2009年（平成21年）9月に新たな商業施設「ロングウッドステーション」が開業した。

## 交通アクセス
現在は状況が変化しているが、下記は閉鎖当時の交通アクセスを示している。
- 自動車

京葉道路蘇我インターチェンジから約30分
- 鉄道・路線バス

千葉駅・蘇我駅・浜野駅から小湊バス（アウトレットコンサート長柄行き）に乗車して終点下車。または浜野駅から約40分。後年になって茂原駅からの路線バスも設定された。
開業当初は蘇我駅から無料シャトルバスを運行していたが1年程で廃止され、路線バスのみとなった。

## 主な出店店舗
- ライトオンアウトレット
- ABCマートアウトレット
- タイトーステーション
- 千金ワールド
- TQ-Outlet
- VANファミリーショップ
- トリンプ
- PETCITY
- IMPORT 50% off
- ドッグラン wann

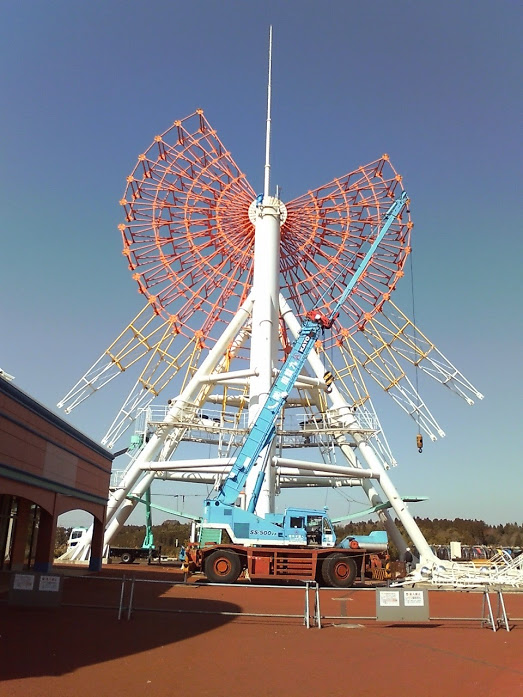
解体中の観覧車（2008年4月）

- 観覧車 - 閉鎖1年前の2008年（平成20年）に営業を終了して解体され、アウトレットの閉店後は三井アウトレットパーク仙台港へ移設された。
- ラジコン天国 - 出店店舗で唯一、閉鎖当日まで営業していた。

## 低迷・閉鎖の要因
閉鎖に至った理由は様々な点が挙げられるが、主に以下のことが指摘されている。
1. 他のアウトレットと異なり、いわゆる「高級ブランド店」や「有名スポーツメーカー」の直営店舗が出店していない。ブランド品を集めたショップは存在したものの、当該ブランドを専門に扱う店舗が存在しなかった。
2. 最寄りの鉄道駅やインターチェンジが遠く、立地上の不利があった。当時のアクセス手段として自動車の場合は京葉道路しか存在せず、皮肉にも閉鎖後に首都圏中央連絡自動車道（圏央道）が開通してアクセスが多少便利になった。
3. 開業当初から飲食店舗が少なく、次第に閉店が相次いで店舗数が減った。最末期には平日にもかかわらずクレープ店しか営業しておらず、終日に渡って過ごせる環境ではなかった。
4. ドッグランやラジコン専門店が出店するなど多少の梃入れは実施されたが、ペット関連施設の誘致が上手くいかず、結果的に集客の回復には至らなかった。2009年（平成21年）1月25日には駐車場の空きスペースを活かして痛車のイベントが行われたこともある[2]。
5. 運営会社である「長柄ショッピングリゾート株式会社」の親会社は当初「リベレステ」だったが、2007年（平成19年）5月にエスグラントコーポレーションに変更されている。しかしエスグラント自体が2009年（平成21年）3月に倒産したことが閉鎖の決定打となった。